# Färg bortom tid och rum
Färg bortom tid och rum (The Colour Out of Space) är en novell av den amerikanske författaren H.P. Lovecraft som skrevs i mars 1927. Den utkom första gången i septemberupplagan 1927 av Hugo Gernsbacks science fiction-tidskrift Amazing Stories. Novellen blev en av Lovecrafts mest populära verk och en av hans egna favoriter. Den har filmatiserats 1965, 1987 och 2010. Den utkom i en första svensk översättning 1973 i novellsamlingen "Skräckens labyrinter".

## Handling
Novellen handlar om en berättare som bor i den fiktiva staden Arkham i Massachusetts, USA. Berättaren upptäcker att en meteorit för många år sedan störtat i närheten och förgiftat platsen. 
Färger bortom tid och rum (Colors Out of Space) är fiktiva varelser skapade av H. P. Lovecraft som förekommer i novellen. Färger bortom tid och rum klassas som en större oberoende ras (Greater Independent Race) och är en typ av varelser som sprider en ny obeskrivbar färg eller gift till jorden. Djur och växter påverkas av giftet, som sprider sig långsamt i omgivningarna. Även människor påverkas när de kommer i kontakt med giftet.

## Bakgrund
Lovecraft skrev "The Colour Out of Space" i samband med att han just avslutat skrivandet på kortromanen Gengångaren (The Case of Charles Dexter Ward), i mars 1927. Han höll också på att färdigställa sin essä om skräcklitteratur, "Supernatural Horror in Literature".
Författaren skrev att han inspirerats av den nyligen konstruerade dammen i Rhode Island, Scituate Reservoir. Litteraturforskaren S.T. Joshi har menat att också den damm som planerades i Massachusetts, Quabbin Reservoir, bör ha inspirerat Lovecraft. Den amerikanske författaren och journalisten Will Murray har menat att också Charles Forts The Book of the Damned bör ha inspirerat till novellen.
Lovecraft var bekymrad över den alltför mänskliga beskrivningen av utomjordingar i den samtida litteraturen och hans mål med novellen var att skapa något som var helt och hållet utomjordiskt.

## Mottagande

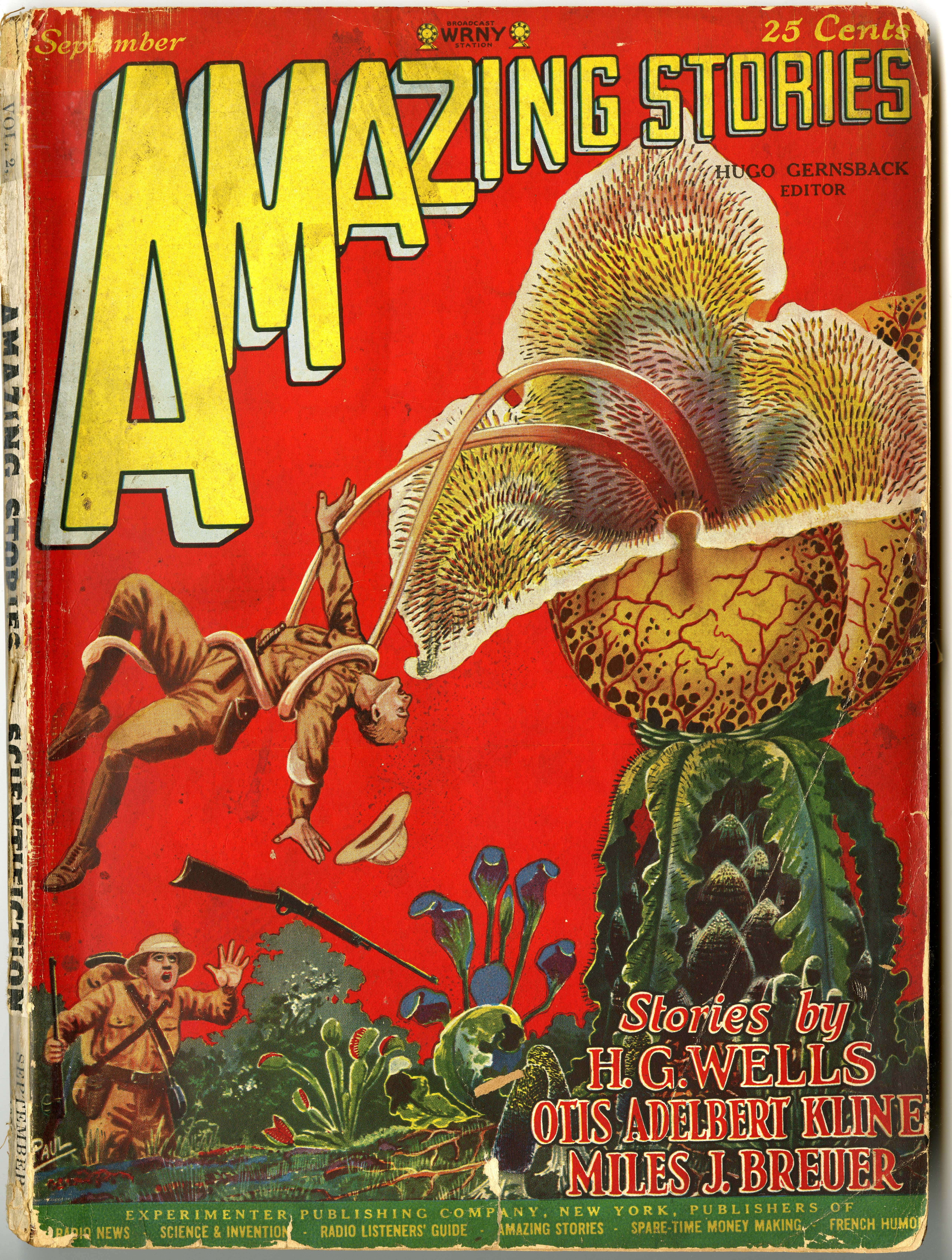
"The Colour Out of Space" publicerades första gången i septemberupplagan 1927 av Amazing Stories.

"The Colour Out of Space" blev det enda alstret från Amazing Stories som kom med i Edward O'Briens antologi The Best American Short Stories 1928. Från Gernback erhöll Lovecraft endast 25 dollar för novellen, något som han fick vänta så länge på, att han aldrig mer erbjöd tidskriften någon av sina noveller.
Förutom att bli Lovecrafts egen favoritnovell har novellen över åren av många kritiker bedömts som ett av hans bästa verk, och det första med den blandning av science fiction och skräck som senare skulle bli hans kännemärke.